# 3-Methyl-1-buten
3-Methyl-1-buten ist eine chemische Verbindung aus der Gruppe der aliphatischen, ungesättigten Kohlenwasserstoffe.

## Gewinnung und Darstellung
3-Methyl-1-buten kann durch Reaktion von Cracking von Erdöl gewonnen werden. Ebenfalls möglich ist die Darstellung von 3-Methyl-1-butanol über einem aluminiumhaltigen Oxid.

## Eigenschaften
3-Methyl-1-buten ist eine extrem entzündbares, leicht flüchtiges, farbloses Gas, das sehr schwer löslich in Wasser ist. Es hat eine kritische Temperatur von 176,9 °C, kritischen Druck von 35,2 bar und kritische Dichte von 0,234 g/cm³.

## Verwendung
3-Methyl-1-buten wird als zur Herstellung von anderen chemischen Verbindungen (zum Beispiel (−)-Linderol A oder Polymeren) verwendet.

## Sicherheitshinweise
Die Dämpfe von 3-Methyl-1-buten können mit Luft ein explosionsfähiges Gemisch (Flammpunkt −58 °C, Zündtemperatur 365 °C) bilden.